# Lobelia humistrata
Lobelia humistrata är en klockväxtart som beskrevs av Ferdinand von Mueller och George Bentham. Lobelia humistrata ingår i släktet lobelior, och familjen klockväxter.
Artens utbredningsområde är Queensland. Inga underarter finns listade i Catalogue of Life.